# Ramla bint Abi Sufyan
Ramla bint Abi Sufyan (in arabo رملة بنت أبي سفيان‎?; La Mecca, 594 circa – Medina, 665) è stata una Sahaba e una delle mogli di Maometto.
Ramla, nota anche semplicemente con la sua kunya di Umm Ḥabība (in arabo أم حبيبة‎?), era una figlia di Abū Sufyān b. Ḥarb e di Ṣafiyya bint Abī l-ʿĀṣ. Il primo califfo omayyade, Muʿāwiya I fu suo fratello consanguineo.
Ramla era parente di ʿUthmān b. ʿAffān, in quanto cugini per lato materno e procugini per lato paterno.

## Matrimonio con ʿUbayd Allāh ibn Jaḥsh
Il suo primo marito fu ʿUbayd Allāh ibn Jaḥsh, cugino di Maometto e tra i primi a convertirsi all'Islam, e suoi fratelli furono ʿAbd Allāh b. Jaḥsh e Zaynab bt. Jaḥsh, che sarà poi un'altra moglie di Maometto.
Per sfuggire all'ostilità dei loro concittadini coreisciti, i due sposi emigrarono in (Abissinia) con la cosiddetta "Piccola Egira", e nel Paese africano Ramla dette alla luce una loro figlia, Ḥabība (da cui la sua kunya) bint ʿUbayd Allāh.
Suo marito abiurò in favore del Cristianesimo mentre si trovava in Abissinia (di fede cristiana monofisita), e tentò vanamente di convincere la moglie a un analogo passo. La sua conversione comportò il divorzio ed ella rimase in Abissinia con la figlia fino alla morte di ʿUbayd Allāh, avvenuta qualche tempo più tardi.

## Matrimonio con Maometto
Vi sono contraddizioni nelle fonti islamiche, in quanto una afferma che, quando Maometto venne a sapere ciò che le era successo, decise di chiederla in moglie attraverso i buoni uffici del Negus, che avrebbe inviato Abraha, uno dei suoi servitori, per esporle la proposta di matrimonio. Ramla avrebbe volentieri accettato e avrebbe regalato in dono ad Abraha i suoi braccialetti d'argento e un suo anello.
La cerimonia sarebbe avvenuta in Abissinia, per procura, dal momento che Maometto non era presente. Khālid b. Saʿīd b. al-ʿĀṣ, suo parente, avrebbe funto da procuratore. Il Negus - ed è questo il punto debole della tradizione - avrebbe letto lui stesso l'allocuzione e Khālid avrebbe risposto da parte sua con un discorso d'occasione. Per conto di Maometto, il Negus avrebbe offerto una dote equivalente ai futuri 400 dīnār. Una grande festa matrimoniale sarebbe stata organizzata per disposizione di Maometto. Il Negus avrebbe dal canto suo regalato muschio e ambra grigia agli sposi, tramite Abraha. Maometto non aveva dato mai prima d'allora una dote tanto generosa.
Più tardi il Negus organizzò in rientro in Arabia di Ramla per Medina (ma non si trattò verosimilmente del suo porto, che era di fatto al-Jār) con un'imbarcazione. Shuraḥbīl b. Ḥasana l'avrebbe accompagnata nel suo viaggio e la donna poté raggiungere finalmente Medina in sei giorni.

## Vita a Medina
Secondo alcune fonti, avrebbe sposato Maometto un anno dopo l'Egira (623), sebbene non avesse vissuto con lui per addirittura sei anni, quando il Profeta aveva 60 anni e lei 35. Altre fonti invece parlano del suo matrimonio nell'anno 7 dell'Egira (629).
Morì nel 665 (44 dell'Egira), durante il califfato del fratello Muʿāwiya e fu inumata nel cimitero chiamato Jannat al-Baqiʿ, accanto alle altre vedove di Maometto.